# カンピテッロ・ディ・ファッサ
カンピテッロ・ディ・ファッサ（イタリア語: Campitello di Fassa ;  ラディン語: Ciampedel）は、イタリア共和国トレンティーノ＝アルト・アディジェ州トレント自治県にある、人口約700人の基礎自治体（コムーネ）。

## 地理

### 位置・広がり
トレント自治県北東部、ヴァル・ディ・ファッサ に位置するコムーネ。モエーナから北北東へ13km、ボルツァーノから東へ30km、県都トレントから北東へ65kmの距離にある。

#### 隣接コムーネ
隣接するコムーネは以下の通り。括弧内のBZはボルツァーノ自治県所属を示す。
- カナツェーイ
- カステルロット (BZ)
- マッツィーン
- サンタ・クリスティーナ・ヴァルガルデーナ (BZ)
- セルヴァ・ディ・ヴァル・ガルデーナ (BZ)
- ティーレス (BZ)

## 行政

### 分離集落
カンピテッロ・ディ・ファッサには、以下の分離集落（フラツィオーネ）がある。
- Cercenà, Fossel, Pian

### Comunità di valle
トレント自治県が設置した広域行政組織 Comunità di valle "Comun General de Fascia" （事務所所在地: ポッツァ・ディ・ファッサ）に属する。

## 住民

### 言語
| 少数言語話者の割合（2011年） | 少数言語話者の割合（2011年） | 少数言語話者の割合（2011年） | 少数言語話者の割合（2011年） | 少数言語話者の割合（2011年） |
| ---------------------------- | ---------------------------- | ---------------------------- | ---------------------------- | ---------------------------- |
|                              |                              |                              |                              |                              |
| ラディン語                   | ラディン語                   |                              | 82.2%                        | 82.2%                        |
| モケーニ語                   | モケーニ語                   |                              | 0.0%                         | 0.0%                         |
| チンブロ語                   | チンブロ語                   |                              | 0.0%                         | 0.0%                         |

2011年10月9日に行われた国勢調査によれば、住民740人中608人（82.2%）がラディン語話者であった。